# Keita Baldé
Keita Baldé Diao, noto anche semplicemente come Keita (Arbúcies, 8 marzo 1995), è un calciatore senegalese con cittadinanza spagnola, attaccante del Monza. Con la nazionale senegalese si è laureato campione d'Africa nel 2022.

## Biografia
Fratello maggiore dei calciatori Ibourahima e Mahamadou Baldé, nel 2014 è stato inserito nella lista dei migliori giovani nati dopo il 1993 stilata da Don Balón.
Ha due figli avuti dalla relazione con la modella Simona Gualtieri. La coppia si è sposata a Olginate nel maggio del 2022 dopo cinque anni di fidanzamento, per poi separarsi nell'aprile 2024.

## Caratteristiche tecniche
Può giocare sia come seconda punta che come ala offensiva; raramente viene impiegato come unica punta. Dotato di una buona corsa e di un rapido dribbling, indossa spesso le vesti di assist-man, ma se possibile non disdegna il tiro a rete dalla corta e dalla lunga distanza.

## Carriera

### Club

#### Gli inizi
Si avvicina al grande calcio grazie al settore giovanile del Barcellona, che lo preleva dal CF Damm. Nel 2010 partecipa insieme al Barcellona a un torneo calcistico giovanile in Qatar. In tale occasione, oltre a mettersi in luce per le sue giocate, viene punito dal club per aver fatto uno scherzo: Keita infatti una sera, durante la manifestazione, mise del ghiaccio nel letto di un suo giovane compagno di squadra. La punizione consistette nel trasferimento obbligatorio, in prestito, al Cornellà, dove mise a segno 47 gol in una singola stagione. Al rientro dal prestito, il giovane attaccante decise di non rientrare al Barcellona.

#### Lazio
Nell'estate del 2011 firma per il club italiano della Lazio che paga al club catalano una cifra vicino ai 300.000 euro, di cui il 10% è andato al Cornellà. Keita dovette aspettare un anno per disputare partite ufficiali con la Lazio, poiché dovette attendere la concessione della cittadinanza spagnola e quindi del passaporto comunitario. Si mise comunque in luce grazie alle sue prestazioni in occasione della Wojtyła Cup, dove mise a segno 6 gol in 4 partite. Keita ha poi trascorso la stagione 2012-2013 giocando per la Primavera della Lazio. Viene convocato dal tecnico Vladimir Petković a sedersi in panchina per alcune partite nella seconda parte della stagione, senza fare il suo esordio da professionista. Il 9 giugno 2013, con la Primavera, gioca e vince la finale "Scudetto" contro l'Atalanta Primavera, diventando così Campione d'Italia Primavera.
La stagione successiva viene promosso in prima squadra e decide di vestire la maglia numero 14. Il debutto da professionista arriva il 15 settembre 2013 in occasione della vittoria casalinga per 3-0 contro il ChievoVerona, subentrando a partita in corso a Luís Pedro Cavanda. Quattro giorni dopo fa il suo esordio anche in campo internazionale, in occasione della vittoria per 1-0 nella prima partita della fase a gironi di Europa League contro il Legia Varsavia: Keita scende in campo da titolare e al 53' realizza l'assist decisivo per il gol partita di Hernanes. Il 10 novembre 2013 sigla il suo primo gol da professionista nella partita di campionato contro il Parma, pareggiata 1-1, aprendo le marcature della partita al 50'. In occasione del derby di Roma del 9 febbraio 2014 pareggiato per 0-0, Keita diventa il calciatore più giovane, del club biancoceleste, a scendere in campo, dal primo minuto, nella stracittadina capitolina. Il 27 febbraio successivo sigla il suo primo gol in Europa League, aprendo le marcature nel 3-3 finale contro i bulgari del Ludogorec. Pur essendo praticamente un giocatore della prima squadra biancoceleste, Keita è ancora in età da squadra primavera ed infatti, compatibilmente con gli impegni della prima squadra, viene convocato dai tecnici della Primavera, Bollini prima e Inzaghi poi. Il 9 aprile 2014 vince, pur non partecipando alla finale, la Coppa Italia con la squadra Primavera, vittoriosa dopo il doppio confronto con i pari età della Fiorentina. In questa competizione Keita fa registrare una sola presenza e due gol, messi a referto durante la semifinale di andata contro l'Inter Primavera. Conclude la prima stagione da professionista totalizzando 35 presenze dove mette a segno 6 reti.
Apre la sua seconda stagione, da professionista, con la sua prima doppietta in carriera, giunta in occasione del 7-0 rifilato al Bassano Virtus nel terzo turno di Coppa Italia. Il 29 aprile 2015, in occasione della vittoria casalinga per 4-0 contro il Parma, torna al gol anche in campionato, ben 359 giorni dopo l'ultima rete in Serie A. Il 20 maggio 2015 perde la finale di Coppa Italia, dove la Lazio viene sopraffatta dalla Juventus per 2-1. Conclude la seconda stagione con la maglia della Lazio totalizzando 29 presenze, nelle quali mette a segno 4 reti.
L'8 agosto 2015, seppur non scendendo in campo, perde la Supercoppa italiana 2015, per 2-0, contro i campioni d'Italia della Juventus. Il 18 agosto successivo disputa la sua prima partita in Champions League in occasione del turno preliminare, vinto per 1-0 grazie ad un suo gol al minuto 77, contro i tedeschi del Bayer Leverkusen. Il 20 aprile 2016 disputa la sua centesima partita con la maglia biancoceleste in occasione della sconfitta esterna, per 3-0, contro la Juventus. Conclude la stagione con un bottino di 39 presenze e 5 reti.
Il 6 marzo 2017, in occasione della trasferta vinta, per 0-2, contro il Bologna, disputa la sua centesima partita in Serie A. Il 23 aprile successivo mette a segno la sua prima tripletta da professionista, in occasione della vittoria casalinga, per 6-2, contro il Palermo. Una settimana dopo mette a segno la sua prima doppietta nel derby di Roma che permette ai suoi di imporsi, per 1-3, sulla Roma. Il 17 maggio 2017 perde la sua seconda finale di Coppa Italia poiché la sua squadra viene superata, per 2-0, dalla Juventus. Conclude la sua quarta stagione in biancoceleste con un totale di 34 presenze e 16 reti.
Il 13 agosto 2017, seppur non venendo convocato, vince il suo primo titolo in maglia biancoceleste poiché la Lazio si impone, per 2-3, sulla Juventus nella partita valida per l'assegnazione della Supercoppa italiana 2017.

#### Monaco e Inter
Il 29 agosto 2017 viene acquistato per una cifra vicina ai 30 milioni di euro dal club monegasco del Monaco, con il quale firma un contratto valido fino al 2022. L'esordio arriva il 13 settembre successivo in occasione della partita di Champions League pareggiata per 1-1 contro i tedeschi del RB Lipsia. Tre giorni più tardi disputa la sua prima partita in Ligue 1 in occasione della vittoria casalinga per 3-0 contro lo Strasburgo. Il primo gol in campionato arriva il 21 ottobre, nel 2-0 casalingo contro il Caen, andando ad aprire le marcature della partita. Conclude la sua prima stagione con i monegaschi con un bottino di 33 presenze e 8 reti.
Nell'agosto 2018, dopo aver perso la Supercoppa di Francia contro il PSG, viene ceduto in prestito con diritto di riscatto all'Inter. Esordisce in Serie A alla prima giornata del torneo 2018-19, nella partita persa contro il Sassuolo. Il 24 novembre successivo trova i primi gol in maglia nerazzurra, realizzando una doppietta nel 3-0 al Frosinone. Pur non trovando molto spazio in campo, ritrova la via del gol il 3 dicembre nel match in trasferta contro la Roma, conclusosi sul punteggio di 2-2. Il 29 dicembre decide la partita di campionato contro l'Empoli siglando il gol vittoria che varrà lo 0-1 finale in casa dei toscani. Durante il girone di ritorno, metterà a referto un unico gol, proprio contro l'Empoli, il 26 maggio 2019, segnando il temporaneo 1-0 (la partita terminerà 2-1 in favore dei nerazzurri), che permetterà la qualificazione dei nerazzurri alla successiva Champions League e la fortunosa salvezza del Genoa a scapito proprio dei toscani. A fine stagione rientra al Monaco in quanto la società nerazzurra non eserciterà il diritto di riscatto.

#### Ritorno al Monaco, Sampdoria
Dopo una stagione con 8 gol in 26 presenze tra campionato e coppe, il 30 settembre 2020 viene ceduto nuovamente in prestito in Italia, questa volta alla Sampdoria. Il 23 dicembre, dopo quasi due mesi di stop, a causa di un infortunio, arriva la prima rete in blucerchiato, alla sua 4 presenza, nella sconfitta interna per 2-3 contro il Sassuolo, venendo anche espulso. Il 6 gennaio realizza un gol proprio contro l'Inter, sua ex squadra, contribuendo alla vittoria finale dei blucerchiati per 2-1. Nelle successive giornate aggiunge il suo nome al tabellino dei marcatori durante le partite contro Parma, Benevento e Fiorentina. Torna al gol l'8 maggio, ancora contro l'Inter, siglando il gol della bandiera nel 5-1 dei lombardi.

#### Cagliari
Terminato il prestito ai doriani e non essendo stato riscattato, il 31 agosto 2021 il Monaco lo cede a titolo definitivo al Cagliari con cui firma un contratto triennale. Il 19 settembre seguente realizza la sua prima rete in massima serie nel pareggio per 2-2 in casa della Lazio, sua ex squadra. Il 1º ottobre realizza la sua quarantesima rete in Serie A nel pareggio per 1-1 contro il Venezia diventando il miglior marcatore senegalese nella storia del massimo campionato italiano.
A fine stagione, culminata con la retrocessione in B dei sardi, si è svincolato dal club grazie a una clausola presente nel suo contratto che gli permetteva di lasciare gli isolani qualora fossero retrocessi.

#### Spartak Mosca e prestito all'Espanyol
Il 26 agosto 2022 si unisce ai russi dello Spartak Mosca. In Russia mette insieme 19 presenze e 4 gol in tutte le competizioni prima di tornare in Spagna a inizio settembre 2023 quando è ingaggiato dall'Espanyol con cui colleziona 22 presenze in seconda serie conquistando la promozione dopo i playoff.
Nel luglio del 2024 il contratto con lo Spartak viene risolto.

#### Sivasspor e Monza
Il 13 agosto 2024 sigla un contratto biennale coi turchi del Sivasspor, salvo poi rescindere pochi mesi dopo.
Ancora senza contratto, il 13 febbraio 2025 trova un accordo fino al termine della stagione con il Monza, tornando in Serie A dopo tre stagioni. Tre giorni dopo fa il suo esordio con i brianzoli nella partita casalinga contro il Lecce, subentrando al 79º a Silvère Ganvoula. L'8 marzo segna il suo primo gol con la maglia della squadra lombarda, mettendo a segno il gol del momentaneo 0-2 nella sconfitta esterna 3-2 contro l'Inter. In tutto mette insieme 11 presenze e 2 gol e a fine stagione, nonostante la retrocessione in Serie B, prolunga il proprio contratto fino al 2027.

### Nazionale
Nato in Spagna da genitori senegalesi, Keita dapprima resta in attesa di una chiamata della Spagna, per poi accettare la chiamata del Senegal il 20 marzo 2016, esordendo il 26 marzo in una partita contro il Niger, valida per le qualificazioni alla Coppa d'Africa 2017. Parallelamente gioca per la selezione catalana, esordendo il 26 dicembre 2015 contro la selezione basca nell'annuale appuntamento amichevole della rappresentativa, sfruttando il fatto che questa, non essendo iscritta né alla UEFA, né alla FIFA, non preclude la partecipazione del calciatore in match internazionali ufficiali.
Il 3 settembre 2016 mette a segno la sua prima rete con la maglia della Nazionale in occasione della partita valida per le qualificazioni alla Coppa d'Africa, vinta per 2-0, contro la Namibia. Il 30 dicembre 2016 viene inserito dal CT Aliou Cissé nella lista dei ventitré convocati per partecipare alla Coppa d'Africa. L'esperienza in tale competizione si conclude ai quarti, dove la nazionale del Senegal viene eliminata ai calci di rigore dal Camerun.
Il 17 maggio 2018 viene selezionato da Cissé nella lista dei 23 calciatori che parteciperanno al Campionato mondiale di calcio 2018 in Russia. L'esordio in tale competizione arriva il 28 giugno successivo, in occasione della sconfitta 1-0 contro la Colombia.

## Statistiche

### Presenze e reti nei club
Statistiche aggiornate al 18 maggio 2025.
| Stagione             | Squadra              | Campionato           | Campionato | Campionato | Coppe nazionali | Coppe nazionali | Coppe nazionali | Coppe continentali | Coppe continentali | Coppe continentali | Altre coppe | Altre coppe | Altre coppe | Totale | Totale |
| Stagione             | Squadra              | Comp                 | Pres       | Reti       | Comp            | Pres            | Reti            | Comp               | Pres               | Reti               | Comp        | Pres        | Reti        | Pres   | Reti   |
| -------------------- | -------------------- | -------------------- | ---------- | ---------- | --------------- | --------------- | --------------- | ------------------ | ------------------ | ------------------ | ----------- | ----------- | ----------- | ------ | ------ |
| 2013-2014            | Lazio                | A                    | 25         | 5          | CI              | 2               | 0               | UEL                | 8                  | 1                  | SI          | 0           | 0           | 35     | 6      |
| 2014-2015            | Lazio                | A                    | 23         | 1          | CI              | 6               | 3               | -                  | -                  | -                  | -           | -           | -           | 29     | 4      |
| 2015-2016            | Lazio                | A                    | 31         | 4          | CI              | 1               | 0               | UCL+UEL            | 2+5                | 1+0                | SI          | 0           | 0           | 39     | 5      |
| 2016-2017            | Lazio                | A                    | 31         | 16         | CI              | 3               | 0               | -                  | -                  | -                  | -           | -           | -           | 34     | 16     |
| Totale Lazio         | Totale Lazio         | Totale Lazio         | 110        | 26         |                 | 12              | 3               |                    | 15                 | 2                  |             | -           | -           | 137    | 31     |
| 2017-2018            | Monaco               | L1                   | 23         | 8          | CF+CdL          | 2+2             | 0               | UCL                | 6                  | 0                  | SF          | 0           | 0           | 33     | 8      |
| lug.-ago. 2018       | Monaco               | L1                   | 0          | 0          | CF+CdL          | 0               | 0               | UCL                | 0                  | 0                  | SF          | 1           | 0           | 1      | 0      |
| 2018-2019            | Inter                | A                    | 24         | 5          | CI              | 0               | 0               | UCL+UEL            | 4+1                | 0                  | -           | -           | -           | 29     | 5      |
| 2019-2020            | Monaco               | L1                   | 21         | 4          | CF+CdL          | 3+2             | 4+0             | -                  | -                  | -                  | -           | -           | -           | 26     | 8      |
| Totale Monaco        | Totale Monaco        | Totale Monaco        | 44         | 12         |                 | 9               | 4               |                    | 6                  | 0                  |             | 1           | 0           | 60     | 16     |
| 2020-2021            | Sampdoria            | A                    | 25         | 7          | CI              | 1               | 0               | -                  | -                  | -                  | -           | -           | -           | 26     | 7      |
| 2021-2022            | Cagliari             | A                    | 26         | 3          | CI              | 0               | 0               | -                  | -                  | -                  | -           | -           | -           | 26     | 3      |
| 2022-2023            | Spartak Mosca        | PL                   | 12         | 3          | KR              | 4               | 1               | -                  | -                  | -                  | -           | -           | -           | 16     | 4      |
| lug.-set. 2023       | Spartak Mosca        | PL                   | 2          | 0          | KR              | 1               | 0               | -                  | -                  | -                  | -           | -           | -           | 3      | 0      |
| Totale Spartak Mosca | Totale Spartak Mosca | Totale Spartak Mosca | 14         | 3          |                 | 5               | 1               |                    | -                  | -                  |             | -           | -           | 19     | 4      |
| set. 2023-2024       | Espanyol             | SD                   | 21+1       | 0          | CdR             | 2               | 0               | -                  | -                  | -                  | -           | -           | -           | 24     | 0      |
| 2024-gen. 2025       | Sivasspor            | SL                   | 11         | 1          | TK              | 0               | 0               | -                  | -                  | -                  | -           | -           | -           | 11     | 1      |
| feb.-giu. 2025       | Monza                | A                    | 11         | 2          | CI              | 0               | 0               | -                  | -                  | -                  | -           | -           | -           | 11     | 2      |
| Totale carriera      | Totale carriera      | Totale carriera      | 287        | 59         |                 | 29              | 7               |                    | 26                 | 2                  |             | 1           | 0           | 343    | 69     |

### Cronologia presenze e reti in nazionale
| Cronologia completa delle presenze e delle reti in nazionale ― Senegal | Cronologia completa delle presenze e delle reti in nazionale ― Senegal | Cronologia completa delle presenze e delle reti in nazionale ― Senegal | Cronologia completa delle presenze e delle reti in nazionale ― Senegal | Cronologia completa delle presenze e delle reti in nazionale ― Senegal | Cronologia completa delle presenze e delle reti in nazionale ― Senegal | Cronologia completa delle presenze e delle reti in nazionale ― Senegal | Cronologia completa delle presenze e delle reti in nazionale ― Senegal |
| Data                                                                   | Città                                                                  | In casa                                                                | Risultato                                                              | Ospiti                                                                 | Competizione                                                           | Reti                                                                   | Note                                                                   |
| ---------------------------------------------------------------------- | ---------------------------------------------------------------------- | ---------------------------------------------------------------------- | ---------------------------------------------------------------------- | ---------------------------------------------------------------------- | ---------------------------------------------------------------------- | ---------------------------------------------------------------------- | ---------------------------------------------------------------------- |
| 26-3-2016                                                              | Dakar                                                                  | Senegal                                                                | 2 – 0                                                                  | Niger                                                                  | Qual. Coppa d'Africa 2017                                              | -                                                                      | 84’ 90’                                                                |
| 29-3-2016                                                              | Niamey                                                                 | Niger                                                                  | 1 – 2                                                                  | Senegal                                                                | Qual. Coppa d'Africa 2017                                              | -                                                                      | 60’                                                                    |
| 28-5-2016                                                              | Kigali                                                                 | Ruanda                                                                 | 0 – 2                                                                  | Senegal                                                                | Amichevole                                                             | -                                                                      |                                                                        |
| 3-9-2016                                                               | Dakar                                                                  | Senegal                                                                | 2 – 0                                                                  | Namibia                                                                | Qual. Coppa d'Africa 2017                                              | 1                                                                      | 84’                                                                    |
| 8-10-2016                                                              | Dakar                                                                  | Senegal                                                                | 2 – 0                                                                  | Capo Verde                                                             | Qual. Mondiali 2018                                                    | 1                                                                      |                                                                        |
| 12-11-2016                                                             | Polokwane                                                              | Sudafrica                                                              | 2 – 1                                                                  | Senegal                                                                | Qual. Mondiali 2018                                                    | -                                                                      |                                                                        |
| 8-1-2017                                                               | Brazzaville                                                            | Libia                                                                  | 1 – 2                                                                  | Senegal                                                                | Amichevole                                                             | -                                                                      | 72’                                                                    |
| 11-1-2017                                                              | Brazzaville                                                            | Rep. del Congo                                                         | 0 – 2                                                                  | Senegal                                                                | Amichevole                                                             | 1                                                                      | 62’                                                                    |
| 15-1-2017                                                              | Franceville                                                            | Tunisia                                                                | 0 – 2                                                                  | Senegal                                                                | Coppa d'Africa 2017 - 1º turno                                         | -                                                                      | 62’                                                                    |
| 19-1-2017                                                              | Franceville                                                            | Senegal                                                                | 2 – 0                                                                  | Zimbabwe                                                               | Coppa d'Africa 2017 - 1º turno                                         | -                                                                      |                                                                        |
| 23-1-2017                                                              | Franceville                                                            | Senegal                                                                | 2 – 2                                                                  | Algeria                                                                | Coppa d'Africa 2017 - 1º turno                                         | -                                                                      | 90+4’                                                                  |
| 29-1-2017                                                              | Franceville                                                            | Senegal                                                                | 0 – 0 dts (4 – 5 dtr)                                                  | Camerun                                                                | Coppa d'Africa 2017 - Quarti di finale                                 | -                                                                      |                                                                        |
| 27-3-2017                                                              | Parigi                                                                 | Costa d'Avorio                                                         | 1 – 1                                                                  | Senegal                                                                | Amichevole                                                             | -                                                                      | 74’                                                                    |
| 2-9-2017                                                               | Dakar                                                                  | Senegal                                                                | 0 – 0                                                                  | Burkina Faso                                                           | Qual. Mondiali 2018                                                    | -                                                                      | 66’                                                                    |
| 5-9-2017                                                               | Ouagadougou                                                            | Burkina Faso                                                           | 2 – 2                                                                  | Senegal                                                                | Qual. Mondiali 2018                                                    | -                                                                      | 77’                                                                    |
| 7-10-2017                                                              | Praia                                                                  | Capo Verde                                                             | 0 – 2                                                                  | Senegal                                                                | Qual. Mondiali 2018                                                    | -                                                                      | 82’                                                                    |
| 31-5-2018                                                              | Lussemburgo                                                            | Lussemburgo                                                            | 0 – 0                                                                  | Senegal                                                                | Amichevole                                                             | -                                                                      | 46’                                                                    |
| 8-6-2018                                                               | Osijek                                                                 | Croazia                                                                | 2 – 1                                                                  | Senegal                                                                | Amichevole                                                             | -                                                                      | 63’                                                                    |
| 11-6-2018                                                              | Grödig                                                                 | Senegal                                                                | 2 – 0                                                                  | Corea del Sud                                                          | Amichevole                                                             | -                                                                      | 63’                                                                    |
| 28-6-2018                                                              | Samara                                                                 | Senegal                                                                | 0 – 1                                                                  | Colombia                                                               | Mondiali 2018 - 1º turno                                               | -                                                                      | 80’                                                                    |
| 9-9-2018                                                               | Antananarivo                                                           | Madagascar                                                             | 2 – 2                                                                  | Senegal                                                                | Qual. Coppa d'Africa 2019                                              | 1                                                                      | 62’ 85’                                                                |
| 13-10-2018                                                             | Dakar                                                                  | Senegal                                                                | 3 – 0                                                                  | Sudan                                                                  | Qual. Coppa d'Africa 2019                                              | -                                                                      |                                                                        |
| 16-10-2018                                                             | Khartum                                                                | Sudan                                                                  | 0 – 1                                                                  | Senegal                                                                | Qual. Coppa d'Africa 2019                                              | -                                                                      | 69’                                                                    |
| 26-3-2019                                                              | Dakar                                                                  | Senegal                                                                | 2 – 1                                                                  | Mali                                                                   | Amichevole                                                             | -                                                                      | 56’                                                                    |
| 16-6-2019                                                              | Ismailia                                                               | Senegal                                                                | 1 – 0                                                                  | Nigeria                                                                | Amichevole                                                             | -                                                                      |                                                                        |
| 23-6-2019                                                              | Il Cairo                                                               | Senegal                                                                | 2 – 0                                                                  | Tanzania                                                               | Coppa d'Africa 2019 - 1º turno                                         | 1                                                                      | 73’                                                                    |
| 27-6-2019                                                              | Il Cairo                                                               | Senegal                                                                | 0 – 1                                                                  | Algeria                                                                | Coppa d'Africa 2019 - 1º turno                                         | -                                                                      | 39’ 63’                                                                |
| 5-7-2019                                                               | Il Cairo                                                               | Uganda                                                                 | 0 – 1                                                                  | Senegal                                                                | Coppa d'Africa 2019 - Ottavi di finale                                 | -                                                                      | 81’                                                                    |
| 10-7-2019                                                              | Il Cairo                                                               | Senegal                                                                | 1 – 0                                                                  | Benin                                                                  | Coppa d'Africa 2019 - Quarti di finale                                 | -                                                                      | 65’                                                                    |
| 19-7-2019                                                              | Il Cairo                                                               | Senegal                                                                | 0 – 1                                                                  | Algeria                                                                | Coppa d'Africa 2019 - Finale                                           | -                                                                      | 85’                                                                    |
| 26-3-2021                                                              | Brazzaville                                                            | Rep. del Congo                                                         | 0 – 0                                                                  | Senegal                                                                | Qual. Coppa d'Africa 2021                                              | -                                                                      | 65’                                                                    |
| 30-3-2021                                                              | Dakar                                                                  | Senegal                                                                | 1 – 1                                                                  | eSwatini                                                               | Qual. Coppa d'Africa 2021                                              | -                                                                      | 65’                                                                    |
| 5-6-2021                                                               | Thiès                                                                  | Senegal                                                                | 3 – 1                                                                  | Zambia                                                                 | Amichevole                                                             | -                                                                      | 66’                                                                    |
| 8-6-2021                                                               | Thiès                                                                  | Senegal                                                                | 2 – 0                                                                  | Capo Verde                                                             | Amichevole                                                             | -                                                                      | 71’ 90’                                                                |
| 9-10-2021                                                              | Thiès                                                                  | Senegal                                                                | 4 – 1                                                                  | Namibia                                                                | Qual. Mondiali 2022                                                    | 1                                                                      | 50’                                                                    |
| 12-10-2021                                                             | Johannesburg                                                           | Namibia                                                                | 1 – 3                                                                  | Senegal                                                                | Qual. Mondiali 2022                                                    | -                                                                      | 68’                                                                    |
| 10-1-2022                                                              | Bafoussam                                                              | Senegal                                                                | 1 – 0                                                                  | Zimbabwe                                                               | Coppa d'Africa 2021 - 1º turno                                         | -                                                                      | 31’ 64’                                                                |
| 14-1-2022                                                              | Bafoussam                                                              | Senegal                                                                | 0 – 0                                                                  | Guinea                                                                 | Coppa d'Africa 2021 - 1º turno                                         | -                                                                      | 90’                                                                    |
| 4-6-2022                                                               | Diamniadio                                                             | Senegal                                                                | 3 – 1                                                                  | Benin                                                                  | Qual. Coppa d'Africa 2023                                              | -                                                                      | 87’                                                                    |
| 7-6-2022                                                               | Kigali                                                                 | Ruanda                                                                 | 0 – 1                                                                  | Senegal                                                                | Qual. Coppa d'Africa 2023                                              | -                                                                      | 58’                                                                    |
| Totale                                                                 |                                                                        | Presenze                                                               | 40                                                                     |                                                                        | Reti                                                                   | 6                                                                      |                                                                        |

## Palmarès

### Club

#### Competizioni giovanili
- Campionato Primavera: 1

Lazio: 2012-2013
- Coppa Italia Primavera: 1

Lazio: 2013-2014

### Nazionale
- Coppa d'Africa: 1

Senegal 2021